# Cuestionario de Evaluación de Tests
El Cuestionario de Evaluación de Tests es un cuestionario diseñado para evaluar la calidad de los tests psicológicos utilizados en España.

## Uso
Los tests utilizados para la evaluación psicológica de las personas deben ser debidamente estandarizados y poseer la precisión necesaria, lo que implica aspectos que incluyen desde la construcción del test hasta la interpretación de los resultados y la elaboración de los informes correspondientes. En estos procesos, los errores deben minimizarse a través de procedimientos de control de calidad adecuados, según establecen las Directrices Internacionales para el uso de los Tests Psicológicos.
El Cuestionario de Evaluación de Tests es una herramienta al alcance de los profesionales para establecer la calidad de un test y las limitaciones en su uso, además de la cualificación requerida por el profesional que debe administrarlo.
La versión actualizada es la de 2016, el Cuestionario de Evaluación de Tests Revisado (CET-R).